# Wapen van Emmer-Erfscheidenveen

Wapen van veenschap Emmer-Erfscheidenveen

Het wapen van Emmer-Erfscheidenveen werd op 23 december 1958 per Koninklijk besluit aan het veenschap Emmer-Erfscheidenveen verleend. In 1963 ging het veenschap met de andere waterschappen Compascuum, Barger Oostveen, Barger Oosterveld en Weerdinge op in De Runde. Hiermee verviel het wapen, wel werd de schans gebruikt in het wapen van De Veenmarken.

## Blazoenering
De blazoenering luidt als volgt:
In zilver een versmalde paal van sinopel, ter weerszijden vergezeld van een streep van sabel; over alles heen een vierkante, aan alle hoeken gebastionneerde schans van goud, omboord van keel. Het schild gedekt met een gouden kroon van drie bladeren en twee paarlen.
De heraldische kleuren zijn goud (geel), keel (rood), sabel (zwart), sinopel (groen) en zilver. Het schild is gedekt met een gravenkroon.

## Geschiedenis
Toen de eerste wapens in Drenthe aan waterschappen werden verleend, had ook het bestuur van het veenschap Emmer-Erfscheidenveen belangstelling voor een wapen. In samenwerking met H.T Buiskool werd er een ontwerp ontworpen. Zo werd het ontwerp opgestuurd naar de Hoge Raad van Adel. De hoge raad van adel gaf als advies om de schans met geel in te kleuren, ze vonden het thans veel mooier (In het oorspronkelijke ontwerp was de schans rood om de heide in de schans). Hoewel het bestuur van het veenschap de wens had dat de schans rood bleef, werd de schans in het uiteindelijke wapen toch geel.

## Symboliek
De versmalde groene paal verwijst naar de Grûne Diek een moeilijk begaanbare weg, deze werd gebruikt door boeren uit Emmen en Westenesch. Aan het einde van de Grûne Diek ligt de Emmerschans, deze moest tegen aanvallen beschermen uit oostelijkere gebieden. De schans is met de kleuren rood en geel weergeven. De strepen, symboliseren het vreemde grondgebruik dat in 1880 geïntroduceerd werd. Zo ontstonden percelen die niet breed waren maar wel erg lang.

## Vergelijkbare wapens

Het wapen van De Veenmarken
Het wapen van Benoorden de Dedemsvaart

Drentse Aa ·
Amsterdamscheveld ·
Bargerbeek ·
Eemszijlvest ·
Emmer-Erfscheidenveen ·
Hesselte ·
Hunze en Aa ·
Loo- en Drostendiep ·
Meppelerdiep ·
Middenveld ·
De Monden ·
Nijeveen-Kolderveen ·
Noordenveld ·
Oostermoerse Vaart ·
De Oude Vaart ·
Reest en Wieden ·
Riegmeer ·
De Runde ·
Smilde ·
't Suydevelt ·
De Veenmarken ·
De Vledder en Wapserveense Aa ·
Weerdinge ·
De Wold Aa ·
Wold en Wieden ·
Zuiveringsschap Drenthe